# Fürstentum Erfurt

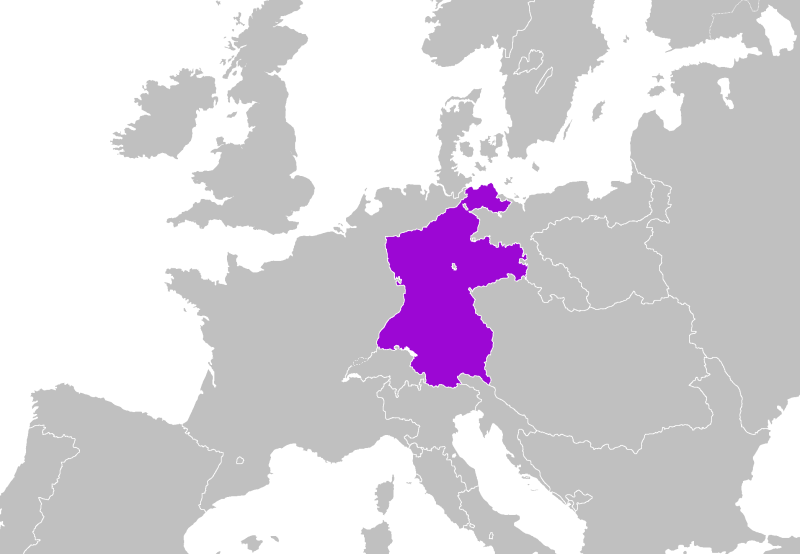
Das Fürstentum Erfurt (weißer Punkt) als französische Exklave in der Mitte des Rheinbundes (purpur)

Das Fürstentum Erfurt existierte von 1803 bis 1814 und umfasste Erfurt und das umliegende Land einschließlich der Grafschaft Blankenhain. Es unterstand seit 1807 direkt dem französischen Kaiser.

## Geschichte
Das Fürstentum Erfurt, d. h. der ehemalige kurmainzische Erfurter Staat, wurde 1802/1803 im Rahmen der Verhandlungen um die Verteilung der aufgehobenen "geistlichen Stände" des Heiligen Römischen Reichs, bestätigt durch den „Hauptschluß der außerordentlichen Reichsdeputation“ vom 25. Februar 1803, nach § 3 Satz 1 RDH dem König von Preußen überweisen für seine linksrheinischen Abtretungen (unter anderem) „... das Gebiet von Erfurt mit Untergleichen, und alle Mainzischen Rechte und Besitzungen in Thüringen; das Eichsfeld, und der Mainzische Antheil an Treffurt“. Nach der Niederlage Preußens im Vierten Koalitionskrieg wurde das Fürstentum Erfurt (mit der Herrschaft Blankenhain), wie alle anderen preußischen Territorien links der Elbe, an den französischen Kaiser abgetreten und als kaiserliche Staatsdomäne (domaine réservé à l’empereur) unter dem Namen Provinz Erfurt direkt Napoleon Bonaparte unterstellt, während die umliegenden thüringischen Staaten dem Rheinbund beitraten. 
Erfurt wurde von einem Zivil- und einem Militärsenat verwaltet, die dem kaiserlich-französischen Gouverneur (später „Intendant“) unterstanden. Dieser hatte seinen Sitz in der Kurmainzischen Statthalterei.

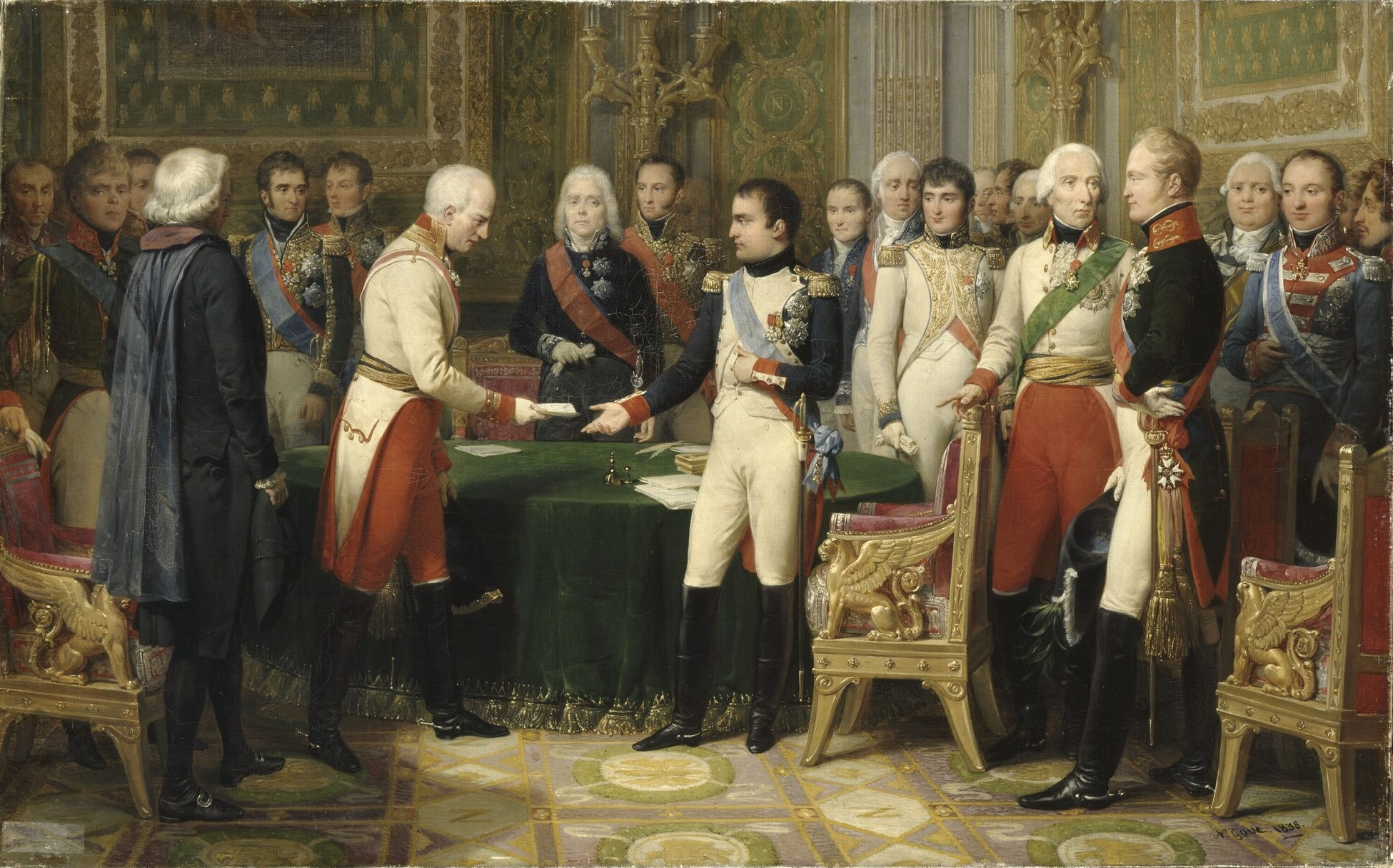
Napoleons und Alexanders Zusammenkunft in Erfurt. Historiengemälde des Erfurter Fürstenkongresses 1808 von Nicolas Gosse.

1808 ließ Napoleon in der französischen Exklave den Erfurter Fürstenkongress inszenieren.
Ab dem 25. Oktober 1813 wurde Erfurt nach der Völkerschlacht bei Leipzig durch preußische, österreichische und russische Verbände belagert (Belagerung von Erfurt). Nach dem Abschluss eines Waffenstillstandes rückten die Preußen am 6. Januar 1814 vereinbarungsgemäß in die Stadt ein. Im Mai übernahmen sie auch kampflos die Zitadellen Petersberg und Cyriaksburg. Auf dem Wiener Kongress wurde es 1815 Preußen zugesprochen, das jedoch den Ost- und Südteil des Erfurter Landgebiets und das Blankenhainer Gebiet an Sachsen-Weimar-Eisenach abtrat. Erfurt selbst wurde Hauptstadt des neu geschaffenen Regierungsbezirks Erfurt in der Provinz Sachsen.